# 篠原巨樹
篠原 巨樹（しのはら なおき、1974年6月18日 - ）は、北海道文化放送（UHB）アナウンサー。北海道出身。北海道札幌北高等学校を経て、北海道大学法学部卒業後の1998年4月に入社。2007年に北海道新聞社（道新）へ出向と同時にアナウンサー職を離れた。2015年から再び北海道文化放送（UHB）のアナウンサーへ復帰した。

## 過去の担当番組
- UHBスーパーニュースなどのニュース番組
- のりゆきのトークDE北海道（コーナー担当）
- 北海道マラソン（毎年8月最終週。女子の後続を追う第3放送車担当）※2005年まで
- U型テレビ
- みんなのテレビ（ニュースキャスター）
- uhbニュース

## 映画
- 交渉人 真下正義 - 有楽町駅の駅員役（エキストラ出演）